# Trinidad és Tobago az 1952. évi nyári olimpiai játékokon
Trinidad és Tobago a finnországi Helsinkiben megrendezett 1952. évi nyári olimpiai játékok egyik részt vevő nemzete volt. Az országot az olimpián 1 sportágban 2 sportoló képviselte, akik összesen 2 érmet szereztek.

## Érmesek
| Érem  | Versenyző      | Sportág    | Versenyszám |
| ----- | -------------- | ---------- | ----------- |
| Bronz | Rodney Wilkes  | Súlyemelés | 60 kg       |
| Bronz | Lennox Kilgour | Súlyemelés | 90 kg       |

## Súlyemelés
| Versenyző      | Versenyszám | Nyomás   | Nyomás   | Szakítás | Szakítás | Lökés    | Lökés    | Összesen | Helyezés |
| Versenyző      | Versenyszám | Eredmény | Helyezés | Eredmény | Helyezés | Eredmény | Helyezés | Összesen | Helyezés |
| -------------- | ----------- | -------- | -------- | -------- | -------- | -------- | -------- | -------- | -------- |
| Rodney Wilkes  | 60 kg       | 100,0    | 2.       | 100,0    | 4.       | 122,5    | 6.*      | 322,5    |          |
| Lennox Kilgour | 90 kg       | 125,0    | 3.       | 120,0    | 5.*      | 157,5    | 3.       | 402,5    |          |

* - egy másik versenyzővel azonos eredményt ért el